# 評決のとき
『評決のとき』（ひょうけつのとき、A Time to Kill）は、1996年のアメリカ合衆国のドラマ映画。監督はジョエル・シュマッカー、出演はマシュー・マコノヒーとサミュエル・L・ジャクソンなど。主演のマコノヒーの出世作であり、また本作の演技によってジャクソンはゴールデングローブ賞 助演男優賞にノミネートされた。
原作はジョン・グリシャムによる1989年の同名小説である。グリシャムの処女作で出版化に当たっては多くの出版社に拒否されたが、ジョン・グリシャム作の『法律事務所』、『ペリカン文書』、『依頼人』が次々とベストセラーになると多くの出版社が処女作『評決のとき』の出版化に興味を示し、ペーパーバック版・ハードカバー版が相次いで出版された。そのため初版本は高いプレミアがついている。
2013年10月には、続編となる小説『Sycamore Row』がアメリカで発売されている。

## ストーリー
ミシシッピ州の架空の街クラントン。人種差別主義の白人青年ビリーとウィラードが10歳の黒人少女を強姦し暴行を加えたところから始まる。少女の父親カール・リー・ヘイリー（サミュエル・L・ジャクソン）はその夜、カールの兄を弁護した馴染みの白人弁護士ジェイク・タイラー・ブリガンス（マシュー・マコノヒー）に、「娘が強姦された。ここでは黒人を強姦しても白人は有罪にならないのか?」と相談に来た。ジェイクはカールのただならぬ雰囲気に危険を感じ、「馬鹿な真似は止めろ」と忠告する。しかし、翌日裁判所にビリーとウィラードが連行されてくると物陰に隠れていたカールがアサルトライフルを手に飛び出し、二人を射殺。護衛の保安官補ルーニーも膝に銃弾を受け、右膝から下を切断する重傷を負った。
カールは第一級殺人罪と傷害罪で逮捕され、ジェイクが弁護することになった。裁判が始まる前ジェイクの恩師ルシアンは、「この裁判は勝っても負けてもそれは正義になる」と言う。弁護士ジェイクと相対することになる検事はルーファス・バックリー（ケビン・スペイシー）が選ばれ、ルーファスは次の州知事の椅子を狙っており、簡単に勝てるこの裁判で名前も顔も売れると喜ぶ。
町中で黒人対白人の緊張が高まる中裁判は始まった。第一回目の裁判でジェイクは、黒人差別の激しいこの地では公平な裁判は不可能なので裁判地の変更を裁判長オマー・ヌースに求めたが、彼はにべもなく却下した。弁護人席に戻るとそこには見慣れない紙があり、中を見ると実際に人種差別を理由に裁判地の変更が許可され審議差し戻しの判例が載っていた。ジェイクはすかさずオマー・ヌースにそれを伝えると彼は「審議差し戻しを歓迎する裁判長はいない」と言い、裁判地変更の理由を書類に書いて提出するように伝えて第一回目の裁判は終了した。
翌日事務所で寝ていると見慣れない女性エレン（サンドラ・ブロック）が訪れ、あの判例は役に立ったかと尋ねた。彼女こそあの判例をジェイクに渡した張本人だったのだ。エレンは死刑反対の姿勢を貫く法学生で、カールに死刑宣告が下されるかもしれないこの事件を手伝わせてほしいとジェイクに申し入れた。エレンの父親はアメリカで有名な弁護士だが彼女の申し入れを一旦は断る。
その頃、カールに裁判所で射殺されたビリーの弟フレディ・リー・コブ（キーファー・サザーランド）は兄を殺された怒りから水面下で活動を続けるKKKと連絡を取り、KKKのリーダーであるスタンプ・シスーより、クラントンでもKKKを設立して支部長になるよう伝えられる。
ジェイクが申し立てた裁判地変更の申し立ては結局却下され、法務局もオマー・ヌースの判決を支持し審議差戻しはしないと明言した。
ジェイクはカールを心神喪失による無罪を主張したが、ルーファス検事の巧みな誘導尋問でカールが明確な意志を持って二人の青年を射殺したと証言させた。更に、事件後カールがウォールズ保安官に付き添われて右膝から下を切断することになったルーニーを見舞いに行ったこともカールにとって不利な証言となった。しかし、証言台に上ったルーニーはカールの犯行動機を支持して無罪で英雄だと叫び裁判所は一時騒然となった。
裁判が進むにつれて町の緊張は高まり、遂にはKKKが裁判所前で陣取り、黒人達とKKKによる乱闘騒ぎが起こった。ジェイクは家の前に火の点いた十字架を置かれ時限爆弾を仕掛けられたがそれからは辛うじて難を逃れた。ジェイクの娘は学校で黒人の味方だといじめられる。危機を感じたジェイクは妻と娘を実家に避難させる。ジェイクの秘書も襲撃され夫が殺され、そして遂にはジェイクの家も放火された。非常事態を警戒した州政府は州兵をクラントンに派遣して警戒に当たらせ、街中を銃を持った州兵が闊歩するまでになった。
裁判の途中エレンが襲われ入院した事で、ついには孤軍奮闘するはめとなったジェイク。裁判の話し合いのためカールに面会に訪れると彼もまた「あんたは所詮白人だ」と言い放つ。
街を黒人と白人で二分させた裁判も遂に最終弁論を迎える。

## キャスト
| 役名                                     | 俳優                      | 日本語吹替                                                         | 日本語吹替                                              |
| 役名                                     | 俳優                      | ソフト版                                                           | フジテレビ版                                            |
| ---------------------------------------- | ------------------------- | ------------------------------------------------------------------ | ------------------------------------------------------- |
| ジェイク・タイラー・ブリガンス           | マシュー・マコノヒー      | 山寺宏一                                                           | 大塚芳忠                                                |
| エレン・ロアーク                         | サンドラ・ブロック        | 勝生真沙子                                                         | 勝生真沙子                                              |
| カール・リー・ヘイリー                   | サミュエル・L・ジャクソン | 増岡弘                                                             | 樋浦勉                                                  |
| ルーファス・バックリー                   | ケヴィン・スペイシー      | 池田勝                                                             | 羽佐間道夫                                              |
| ハリー・レックス・ボナー                 | オリヴァー・プラット      | 稲葉実                                                             | 屋良有作                                                |
| オジー・ウォールズ保安官                 | チャールズ・S・ダットン   | 玄田哲章                                                           | 斎藤志郎                                                |
| エセル・トゥイッティ                     | ブレンダ・フリッカー      | 久保田民絵                                                         | 磯辺万沙子                                              |
| ルシアン・ウィルバンクス                 | ドナルド・サザーランド    | 中村正                                                             | 家弓家正                                                |
| フレディ・リー・コブ                     | キーファー・サザーランド  | 牛山茂                                                             | 大滝進矢                                                |
| オマー・ヌース判事                       | パトリック・マクグーハン  | 中庸助                                                             | 上田敏也                                                |
| カーラ・ブリガンス                       | アシュレイ・ジャッド      | 渡辺美佐                                                           | 日野由利加                                              |
| グウェン・ヘイリー                       | トーニャ・スチュワート    | 岡本嘉子                                                           | 藤生聖子                                                |
| ドウェイン・パウエル・ルーニー保安官助手 | クリス・クーパー          | 品川徹                                                             | 千田光男                                                |
| ビリー・レイ・コブ                       | ニッキー・カット          |                                                                    | 遠藤純一                                                |
| ジェームズ・ルイス・"ピート"・ウィラード | ダグ・ハッチソン          | 石井康嗣                                                           | 荒川太郎                                                |
| スタンプ・シスン                         | カートウッド・スミス      | 西村知道                                                           | 有本欽隆                                                |
| アイザイア・ストリート牧師               | ジョー・セネカ            | 藤本譲                                                             |                                                         |
| ウィルバート・ロードヒーヴァー博士       | アンソニー・ヒールド      | 小島敏彦                                                           | 有本欽隆                                                |
| オリー・エイジー牧師                     | トーマス・メルディス      | 牛山茂                                                             |                                                         |
| ハンナ・ブリガンス                       | アレクサンドラ・カイル    |                                                                    | 佐藤ユリ                                                |
| その他                                   |                           | 佐藤ユリ 岡本嘉子 広瀬正志 坂東尚樹 真殿光昭 喜田あゆ美 鈴木れい子 | 中田和宏 藤本譲 古田信幸 岩田安生 津村まこと 保志総一朗 |
|                                          |                           |                                                                    |                                                         |
| 演出                                     |                           | 水本完                                                             | 清水勝則                                                |
| 翻訳                                     |                           | 武満眞樹                                                           | 栗原とみ子                                              |
| 調整                                     |                           |                                                                    | 栗林秀年                                                |
| 効果                                     |                           |                                                                    | 南部満治                                                |
| 録音                                     |                           |                                                                    | スタジオザウルス                                        |
| 制作                                     |                           | ザック・プロモーション                                             | ザック・プロモーション                                  |
| 初回放送                                 |                           |                                                                    | 1999年7月10日 『ゴールデン洋画劇場』                    |

## 評価
映画批評サイトRotten　Tomatoesには54件のレビューが寄せられており、批評家支持率は67％（36件）、平均点は10点満点で6.1点で、批評家の一致した見解は「長すぎる上に表面的であるにもかかわらず、『評決のとき』は巧みな職人技と一流の演技の力強さで成功している。」となっている。また、映画批評サイトMetacriticには、21件のレビューが寄せられ、高評価は8件、賛否混在は9件、低評価は4件で、平均点は100点満点で54点となっている。